# The Elder Scrolls Online
The Elder Scrolls Online — компьютерная игра в жанре MMORPG, разработанная ZeniMax Online Studios и изданная Bethesda Softworks. Игра была анонсирована в 2012 году и первоначально выпущена в 2014 году для персональных компьютеров под управлением Windows и macOS, а выход на консолях PlayStation 4 и Xbox One состоялся в 2015 году. До своего выхода The Elder Scrolls Online разрабатывалась семь лет.
Online является частью игровой серии The Elder Scrolls. Как и в других играх серии, действие разворачивается на континенте Тамриэль на планете Нирн. События игры происходят примерно за 1000 лет до событий, описанных в The Elder Scrolls V: Skyrim, в период Междуцарствия, когда 10 рас, проживающих в Тамриэле в составе трёх альянсов пытаются захватить власть над центральной провинцией Сиродил. В это же время даэдрический принц господства Молаг Бал пытается объединить Нирн со своим измерением, Хладной Гаванью, а также поработить всех жителей планеты.
На старте игра получила смешанные отзывы, но они значительно улучшились после ребрендинга и перезапуска игры под названием The Elder Scrolls Online: Tamriel Unlimited.

## Игровой процесс
The Elder Scrolls Online является игрой в жанре MMORPG. В начале игры игроку предлагается создать своего первого персонажа. Игрок может выбрать расу персонажа, от которой будет зависеть принадлежность к тому или иному альянсу, класс, пол, внешность, голос и имя. В игре имеется 10 рас, 9 из которых распределены по трём альянсам. После создания персонажа игрок попадает непосредственно в игру. После прохождения пролога игрок попадает в открытый мир, разделенный на несколько отдельных локаций. В игре можно использовать как вид от первого, так и от третьего лица.

### Однопользовательский и кооперативный контент
PvE-контент представлен заданиями, подземельями, испытаниями и событиями в открытом мире. Базовая игра имеет как основную сюжетную линию, так и ряд побочных заданий. Основная сюжетная линия базовой версии игры рассчитана на одного игрока, в то время, как побочные миссии могут выполняться группой игроков. В зависимости от выборов, сделанных игроком, сюжет заданий может изменяться (в том числе — награда за выполнение задания). В игре представлено три вида подземелий: одиночные, публичные и групповые. Одиночные подземелья рассчитаны на одного игрока, но могут быть пройдены и группой игроков, публичные рассчитаны на несколько человек, а групповые предполагают работу в команде группы из 4 человек, в которой 2 человека являются бойцами, которые наносят урон противникам, 1 игрок выступает в роли «танка» и ещё 1 — в роли «медика». Групповые подземелья имеют 2 версии: обычную и ветеранскую. Противники в последней имеют увеличенное количество очков здоровья и наносят больший урон. Испытания являются заданиями, которые рассчитаны на группу из 12 человек, роли в которой распределяют сами игроки. Как и групповые подземелья испытания имеют обычную и ветеранскую версии.
Игрок также может совершенствовать ремесленные навыки своего персонажа. В игре присутствует 7 профессий и соответствующих им веток навыков: кузнечное дело позволяет создавать оружие ближнего боя и тяжелую броню, столярное — посохи, луки и щиты, портняжное — легкую и среднюю броню, ювелирное дело — кольца и ожерелья, зачарование — глифы для улучшения оружия и брони, снабжение — изготавливать еду и напитки, а алхимия — зелья и яды. Помимо перечисленных профессий игрок также может заниматься рыбалкой.
Как и в одиночных играх серии игрок может стать домовладельцем. Игрок может купить по одному дому, доступному для покупки в игре.
В игре присутствует ряд организаций, в которые игрок может вступить: Гильдия Бойцов, Гильдия Магов, Гильдия Воров и другие. Также игрок может создать свою собственную гильдию.

### Многопользовательский контент
PvP-контент игры представлен дуэлями, Полями Сражений и Войной Альянсов. На дуэли любой игрок может пригласить любого другого игрока в любой локации за исключением локаций Полей Сражений и провинции Сиродил. В Полях Сражений участвуют 3 команды по 4 человека, каждая из которых должна набрать наибольшее количество очков за выполнение поставленной задачи, чтобы выиграть.
Действие Войны Альянсов происходит в провинции Сиродил, в ней участвуют 3 враждующих альянса, целью которых является набрать наибольшее количество очков за определённое время (которое, в зависимости от выбранной кампании, варьируется). Очки набираются за захват крепостей и ресурсов. Самый результативный игрок фракции, которая сумеет захватить 6 центральных крепостей Сиродила становится Императором Тамриэля и получает ветку навыков Императора. Если фракция теряет контроль над крепостями, то игрок теряет титул и доступ к навыкам. Также, захватив ближайшие к базе вражеского альянса крепости игроки могут похитить Древние Свитки противника. Изначально каждый альянс имеет по 2 Древних Свитка, которые дают различные пассивные бонусы всем игрокам фракции в кампании. По окончании кампании, все игроки, активно участвовавшие в ней награждаются призами, а персонажи игроков фракции-победителя также получают дополнительные призы.

### Боевая система
Боевая система представлена навыками и различным оружием. Навыки прокачиваются за очки навыков и могут быть как активными, так и пассивными. Всего игроку доступно 2 панели навыков, каждая из которых позволяет выбрать 5 активных навыков и 1 ультимативную способность — особо мощный навык. Очки навыков игрок получает за повышение уровня, выполнение некоторых заданий, повышение ранга в Войне Альянсов и за нахождение коллекционных предметов — Небесных Осколков. Всего в игре доступно 50 обычных уровней. Достигнув максимального уровня на любом из персонажей игрок получает доступ к чемпионской системе, которая позволяет зарабатывать очки и распределять их по трём «группам созвездий». В каждой группе есть как пассивные, так и активные навыки. Всего игрок может выбрать до четырёх активных навыков в каждой группе.
В игре есть оружие как ближнего, так и дальнего боя. В ближнем бою игрок может использовать различные виды мечей, кинжалов, топоров и т. д., а в дальнем — луки и магические посохи. Игрок с одноручным оружием ближнего боя также может использовать щит. Персонаж игрока может носить различную броню. Всего в игре 3 типа брони — легкая, средняя и тяжелая. Оружие и броня со временем изнашиваются и требуют ремонта.

## Сюжет и игровой мир
События The Elder Scrolls: Online происходят на материке Тамриэль на планете Нирн и начинаются в 582 году 2 эры, примерно за 1000 лет до событий The Elder Scrolls V: Skyrim. В 430 году 2 эры, примерно за 150 лет до событий игры, ассасины Тёмного Братства, организации наёмных убийц, уничтожают действующего правителя Второй Империи и всех его наследников из-за чего наступает период Междуцарствия — время, когда бывшие провинции Империи, объединившись в три альянса, пытаются захватить власть: в Даггерфольский ковенант вошли бретонцы, орки и редгарды, в Альдмерский доминион — альтмеры, босмеры и каджиты, а в Эбонхартский пакт — аргониане, данмеры и норды.
Ситуация обостряется тем, что планета Нирн подходит слишком близко к Хладной Гавани, плану Обливиона Даэдрического Принца Молага Бала. За несколько лет до событий игры группа «Пяти Соратников», в которую входили самопровозглашенный император Сиродила Варен Аквилариос, его телохранитель, Лирис Титанорождённая, командир Драконьей стражи Сай Сахан, имперский канцлер Абнур Тарн и некромант Маннимарко в ходе ритуала с Амулетом Королей попытались придать легитимность правлению Варена, сделав того Драконорожденным. Однако во время проведения ритуала Маннимарко предает своих союзников и проведенный ритуал приводит к Слиянию Планов — некромант на самом деле служил Молаг Балу, который хочет сделать Нирн частью своего Плана, а также поработить всех жителей планеты.
Главный герой, узник Хладной Гавани, сбегает из места своего заключения и должен найти союзников, чтобы предотвратить слияние миров.

## Разработка
The Elder Scrolls Online находилась в разработке несколько лет. Это первый проект компании ZeniMax Online Studios, которая была создана в 2007 году. Мэтт Фирор, президент ZeniMax Online Studios, также является директором The Elder Scrolls Online. Предположения, связанные с разработкой MMO по вселенной The Elder Scrolls, возникли с момента создания Zenimax Online Studios в августе 2007 года. Слухи усилились после регистрации в ноябре 2007 года домена «ElderScrollsOnline.com» компанией ZeniMax. Несмотря на слухи, ZeniMax и Bethesda продолжали отмалчиваться даже тогда, когда анонимный источник в марте 2012 года поделился информацией о готовящемся анонсе игры.
Игра базируется на движке собственной разработки, в то время как прототип игры был разработан с использованием Hero Engine.

## Выпуск
Игра была официально представлена 3 мая 2012 года на сайте журнала Game Informer. 21 января 2013 года началась регистрация для закрытого бета-тестирования игры. 26 марта 2013 года началась первая волна бета-теста. 4 апреля 2014 года состоялся официальный релиз игры для всех игроков.
В январе 2015 года было объявлено, что с 17 марта 2015 года обязательная ежемесячная подписка больше не требуется. Игра предлагает «гибридную» модель оплаты: игрок может купить игру и играть, не оплачивая подписки, а в дальнейшем, покупать дополнения за отдельную плату или оплачивать подписку ESO Plus, которая предоставляет доступ ко всем выпущенным дополнениям (за исключением последней выпущенной «главы»), ремесленной сумке с бесконечным количеством ячеек инвентаря для хранения ремесленных материалов и ряду других преимуществ. Помимо подписки в Online имеется внутриигровой магазин, где используется валюта, покупаемая за реальные деньги, называемая «кронами». За кроны можно приобрести различные дополнения, улучшения, косметические предметы и лутбоксы.
Для продвижения игры Bethesda Softworks разыграла один миллион долларов среди пользователей, зашедших в игру между 3 декабря 2015 года и 10 января 2016 года. Победителем стал американец Райан Рейджер (Ryan Rager), который будет ежегодно получать по $50 тысяч в течение 20 лет.
В 2015 году игра была выпущена на игровых приставках PlayStation 4 и Xbox One. В августе 2020 года Bethesda Softworks объявила, что The Elder Scrolls: Online будет доступна на игровых приставках PlayStation 5 и Xbox Series X сначала в рамках обратной совместимости, а после получит нативные версии для данных консолей. Позже была объявлена точная дата выхода — 8 июня 2021 года, которая впоследствии была отложена на неделю, до 15 июня. При этом пользователи, которые приобрели версии для PlayStation 4 и Xbox One получат версии для новых консолей бесплатно.
На момент выхода игра была доступна на трёх языках — английском, французском и немецком. В июне 2016 года игра была выпущена в Японии компанией DMM и получила перевод на японский язык. В мае 2020 года вместе с выходом главы Greymoor была добавлена официальная русская локализация. Бесплатное обновление, которое вышло вместе с главой High Isle в июне 2022 года добавило в игру поддержку испанского языка.
Игра имеет поддержку пользовательских плагинов, написанных с помощью языка Lua.

### Дополнения
С переходом на новую бизнес-модель разработчики отказались от первоначальных планов по выпуску нового контента каждые 4—6 недель и летом озвучили новые планы на график выпуска платных дополнений — платный дополнительный контент будет выходить четыре раза в год. Позже разработчики пояснили, что их слова по поводу выпуска новых дополнений 4 раза в год, раз в три месяца следует понимать как планы на выпуск дополнений каждый квартал, без столь чётких рамок, что между DLC должно проходить не более трёх месяцев. Таким образом одно DLC может выйти в начале первого квартала, а второе — в конце второго. Одновременно с каждым платным дополнением для игры выходят бесплатные обновления с новым контентом, изменением текущих аспектов игры и исправлениями.
Обозначения:
|  | Дополнение            |
|  | Бесплатное дополнение |
|  | Глава                 |

| Год выпуска | Тип | Название            | Описание | Прим.                |
| ----------- | --- | ------------------- | --- | -------------------- |
| 2015        |     | Imperial City       | Первое выпущенное дополнение, которое добавило в игру новую локацию — Имперский город, в котором игрокам необходимо сражаться против наводнивших город даэдра — прислужников Молага Бала, а также против игроков других альянсов. Содержит два групповых подземелья — «Башню Белого Золота» и «Тюрьму Имперского города». | [ 20 ]               |
| 2015        |     | Orsinium            | Дополнение посвящено региону Ротгар. В сюжетной линии раскрывается история восстановления древней столицы орков — города Орсиниума и короля орков Курога. Добавляет арену, предназначенную для одиночных игроков, — «Вихревую Арену». | [ 21 ]               |
| 2016        |     | Thieves Guild       | Данное дополнение добавило новую локацию — Причал Абы, испытание «Пасть Лоркаджа», новую ветку заданий, посвященных Гильдии Воров, а также соответствующую ветку навыков. | [ 22 ]               |
| 2016        |     | Dark Brotherhood    | Как и Thieves Guild дополнение посвящено ещё одной организации Тамриэля — Тёмному Братству и добавляет посвященную ей сюжетную линию и ветку навыков, а также ещё одну новую локацию — Золотой берег, где у игроков появилась возможность посетить известные по прошлым играм серии города Сиродила: Анвил и Кватч. | [ 23 ]               |
| 2016        |     | Shadows of the Hist | Дополнение добавило два новых групповых подземелья — «Руины Маззатуна» и «Колыбель Теней». | [ 24 ]               |
| 2016        |     | One Tamriel         | Дополнение, которое внесло глобальные изменения в системы уравнивания и структуры игровых зон. | [ 22 ]               |
| 2017        |     | Homestead           | Бесплатное дополнение, которое добавило возможность игрокам приобрести собственное жилище или дом и обустроить его по собственному желанию. | [ 25 ]               |
| 2017        |     | Morrowind           | Первая глава, которая добавила в игру новую локацию — остров Вварденфел, который ранее был местом действия третьей номерной части серии, The Elder Scrolls III: Morrowind, новый игровой класс — Хранитель, новая сюжетная линия, повествующая о болезни живого бога Вивека, которому герои должны помочь предотвратить падение луны Баар Дау, а также новое групповое испытание, рассчитанное на 12 человек — «Залы Фабрикации». Morrowind была включена в состав стандартной версии игры для новых покупателей в 2018 году, после выхода «главы» Summerset. В апреле 2022 года дополнение (за исключением класса Хранителя) стало бесплатным для всех игроков. | [ 26 ] [ 27 ] [ 28 ] |
| 2017        |     | Morrowind           | Первая глава, которая добавила в игру новую локацию — остров Вварденфел, который ранее был местом действия третьей номерной части серии, The Elder Scrolls III: Morrowind, новый игровой класс — Хранитель, новая сюжетная линия, повествующая о болезни живого бога Вивека, которому герои должны помочь предотвратить падение луны Баар Дау, а также новое групповое испытание, рассчитанное на 12 человек — «Залы Фабрикации». Morrowind была включена в состав стандартной версии игры для новых покупателей в 2018 году, после выхода «главы» Summerset. В апреле 2022 года дополнение (за исключением класса Хранителя) стало бесплатным для всех игроков. | [ 26 ] [ 27 ] [ 28 ] |
| 2017        |     | Horns of the Reach  | Дополнение добавило два новых групповых подземелья — «Владение Фолкрит» и «Кузница Кровавого корня». | [ 29 ]               |
| 2017        |     | Clockwork City      | Дополнение добавило новую локацию — Заводной город и посвящённую ему сюжетную линию, испытание «Изоляционный Санктуарий», а также станцию трансмутации, позволяющую воссоздавать известное игроку снаряжение. | [ 30 ]               |
| 2018        |     | Dragon Bones        | Дополнение добавило два новых групповых подземелья — «Пик Призывательницы Дракона» и «Логово Клыка». | [ 31 ]               |
| 2018        |     | Summerset           | Вторая глава добавила в игру новые локации — остров Саммерсет, единственный раз до этого появлявшийся в первой игре серии, The Elder Scrolls: Arena, и остров Артейум, новую сюжетную линию, испытание «Клаудрест», новое ремесло — ювелирное дело, а также ветку навыков Ордена Псиджиков. | [ 32 ]               |
| 2018        |     | Wolfhunter          | Дополнение посвящено оборотням Тамриэля и добавило 2 групповых подземелья — «Крепость Лунного Охотника» и «Путь Жертвоприношений». | [ 33 ]               |
| 2018        |     | Murkmire            | В данном дополнении была добавлена очередная игровая зона — Мрачные Трясины, а также новая групповая арена — «Тюрьма Чёрная Роза». | [ 34 ]               |
| 2019        |     | Wrathstone          | Первое дополнение сезона добавило два новых подземелья — «Морозное хранилище» и «Глубины Малатара», которые посвящены восстановлению Камня Ярости. | [ 35 ]               |
| 2019        |     | Elsweyr             | Третья глава посвящена противостоянию каджитов против драконов, добавило в игру новую зону — Северный Эльсвейр, новый класс — Некромант, а также новое испытание — «Солнечный Шпиль». | [ 36 ]               |
| 2019        |     | Scalebreaker        | Дополнение добавило ещё два групповых подземелья — «Храм Погребенных Лун» и «Логово Марселока», которые также посвящены противостоянию драконам. | [ 37 ]               |
| 2019        |     | Dragonhold          | Последнее дополнение сезона посвящено Драконьей Страже и добавило в качестве новой локации Южный Эльсвейр. | [ 38 ]               |
| 2020        |     | Harrowstorm         | Первое дополнение сезона содержит два групповых подземелья — «Нечестивая Могила» и «Ледяной Предел». | [ 39 ] [ 40 ]        |
| 2020        |     | Greymoor            | С четвёртой «главой» в игру были добавлены новые локации — Западный Скайрим и Чёрный предел: пещеры Греймура, новая сюжетная линия, испытание «Эгида Кин», а также система реликвий. | [ 41 ]               |
| 2020        |     | Stonethorn          | Два новых подземелья — «Каменный Сад» и «Замок Шипов». | [ 42 ]               |
| 2020        |     | Markarth            | Дополнение добавило две новые локации — Предел и Чёрный Предел: пещера Арктзанда, а также новую одиночную арену — «Дебри Ватешранов». Также в дополнении продолжается сюжетная линия, начатая в дополнении Greymoor. | [ 43 ]               |
| 2021        |     | Flames of Ambition  | Первое дополнение сезона добавляет два групповых подземелья — «Котёл» и «Вилла Чёрного Змея». | [ 44 ]               |
| 2021        |     | Blackwood           | Пятая глава игры даёт доступ к новому региону — Чёрному Лесу, а также содержит новую сюжетную линию, посвящённую вторжению Мерунеса Дагона, испытание «Каменная Роща» и систему спутников. | [ 45 ]               |
| 2021        |     | Waking Flame        | Два новых групповых подземелья — «Ужасный Подвал» и «Оплот Алый Лепесток». | [ 46 ]               |
| 2021        |     | Deadlands           | Завершающее дополнение сезона, добавившее в игру Фаргрейв и Мёртвые Земли — измерение даэдрического принца Мерунеса Дагона. | [ 47 ]               |
| 2022        |     | Ascending Tide      | Первое дополнение сезона вводит два групповых подземелья — «Коралловое Гнездо» и «Горе Корабела». | [ 48 ]               |
| 2022        |     | High Isle           | Шестая глава игры открыла доступ к новым территориям, ранее не встречавшимся в играх серии, — Высокому острову и Аменосу из архипелага Систрес, а сюжетная линия посвящена противостоянию зловещему рыцарскому ордену. Также глава включает в себя испытание «Риф Зловещих Парусов», двух новых спутников и систему коллекционной карточной игры «Легенды о наградах». | [ 48 ]               |
| 2022        |     | Lost Depths         | Два новых подземелья — «Анклав Земляного Корня» и «Могильная Пучина». | [ 49 ]               |
| 2022        |     | Firesong            | Заключительное дополнение сезона, посвящённое друидам, в котором можно посетить новую игровую зону — острова Гален и И’ффелон. | [ 50 ]               |
| 2023        |     | Scribes of Fate     | Дополнение содержит два новых групповых подземелья — «Зал Книжников» и «Бал-Суннар». | [ 51 ]               |
| 2023        |     | Necrom              | Седьмая глава добавляет в игру две новые локации — полуостров Телванни, который находится в провинции Морровинд, и Апокриф, измерение даэдрического принца Хермеуса Моры, которому посвящена основная сюжетная кампания. Также дополнение вводит седьмой класс персонажей — Мастер рун, двух новых спутников и испытание «Грань Безумия». | [ 52 ]               |
| 2024        |     | Scions of Ithelia   | Дополнение с двумя новыми подземельями — «Храм Верных Клятве» и «Завеса Хаоса» | [ 53 ]               |
| 2024        |     | Gold Road           | Восьмая глава продолжает сюжетную арку, начатую в The Elder Scrolls Online: Necrom и посвящена возвращению Забытого Принца Даэдра. Дополнение добавляет новую локацию — Западный вельд, а также новую игровую механику чарописи, которая позволит изменять навыки и их эффекты. | [ 53 ]               |

### Сезонные пропуски
Начиная с 2025 года разработчики отказались от выпуска отдельных дополнений в пользу сезонных пропусков, состоящих из нескольких частей.
| Год выпуска | Тип | Название                        | Описание | Прим.  |
| ----------- | --- | ------------------------------- | -------- | ------ |
| 2025        |     | Fallen Banners                  |          | [ 55 ] |
| 2025        |     | Seasons of the Worm Cult Part 1 |          | [ 55 ] |
| 2025        |     | Feast of Shadows                |          | [ 55 ] |
| 2025        |     | Seasons of the Worm Cult Part 2 |          | [ 55 ] |

## Отзывы, критика и продажи
| Сводный рейтинг       | Сводный рейтинг                                    |
| Агрегатор             | Оценка                                             |
| --------------------- | -------------------------------------------------- |
| GameRankings          | (PC) 70,93 % (PS4) 73,47 %                         |
| Metacritic            | (PC) 80/100 (PC) 71/100 (XONE) 77/100 (PS4) 74/100 |
| Иноязычные издания    |                                                    |
| Издание               | Оценка                                             |
| GameRevolution        | 4/5                                                |
| GameSpot              | 6/10                                               |
| IGN                   | 8/10                                               |
| PC Gamer (US)         | 68/100                                             |
| Polygon               | 6/10                                               |
| Русскоязычные издания |                                                    |
| Издание               | Оценка                                             |
| Absolute Games        | 75/100                                             |
| «IGN Россия»          | 7/10                                               |
| «Игромания»           | 7/10                                               |
| «Игры Mail.ru»        | 7/10                                               |

На февраль 2017 года было продано 8,5 миллионов копий игры, в июне того же года насчитывалось уже 10 миллионов игроков (2,5 миллиона активных, которые не покидают игру больше чем на месяц). На E3 2018 на конференции Bethesda было объявлено об 11 миллионах игроков, а на E3 2019 — 13,5 миллионов.

### Комментарии
1. ↑  Всего игрок может заработать до 3600 чемпионских очков.
2. ↑  Все дополнения выпущены в рамках общей сюжетной линии «Сезон Дракона»
3. ↑  Все дополнения выпущены в рамках общей сюжетной линии «Тёмное сердце Скайрима»
4. ↑  Все дополнения выпущены в рамках общей сюжетной линии «Врата Обливиона»
5. ↑  Все дополнения выпущены в рамках общей сюжетной линии «Бретонское наследие»
6. ↑  Все дополнения выпущены в рамках общей сюжетной линии «Тень над Морровиндом»